# Kamienica Gruszewiczowska w Jarosławiu
Kamienica Gruszewiczów – jeden z zabytków architektury mieszczańskiej w Jarosławiu.
Wzniesiona na reliktach budynku gotyckiego w I połowie XVII wieku.
Początkowo jedno piętro z trzema kondygnacjami piwnic, podcieniami oraz szeroką sienią wyróżnia się układem ganków i galerii wokół wewnętrznego dziedzińca (wiaty), a także bogatymi zdobieniami w „wielkiej izbie” zdobioną późnorenesansowymi malowidłami – scenami Męki Pańskiej (malowidła, sztukateria). Przebudowana i rozbudowana w XIX wieku.
Nazwana od nazwiska jednego z właścicieli – aptekarza Adriana Gruszewicza.

## Literatura
- Zbigniew Zięba Przewodnik Szlak historyczny miasta Jarosławia – folder
- Tablica informacyjna w ramach projektu „Jarosławski Park Kulturalny”